# العلاقات التونسية الليبية
العلاقات التونسية الليبية  هي العلاقات الثنائية بين الجمهورية التونسية ودولة ليبيا.

## مقارنة بين الدولتين
|                                                 | الجمهورية التونسية                   | ليبيا                                |
| ----------------------------------------------- | ------------------------------------ | ------------------------------------ |
| العلم                                           | تونس                                 | ليبيا                                |
| الشعار                                          |                                      |                                      |
| النشيد                                          | حماة الحمى                           | يا بلادي                             |
| العاصمة                                         | تـونـس                               | طرابلس                               |
| أكبر مدينة                                      | تـونـس – 2,869,529                   | طرابلس – 1,158,000                   |
| التأسيس                                         | 20 مارس 1956                         | 10 فيفري 1947                        |
| الحكومة                                         | نظام شبه رئاسي جمهورية برلمانية      | نظام برلماني (مرحلة انتقالية)        |
| أول قائد                                        | الحبيب بورقيبة                       | محمد إدريس السنوسي                   |
| القائد الحالي                                   | قيس سعيد                             | عبد الحميد الدبيبة                   |
| اللغة الرسمية                                   | العربية                              | العربية                              |
| الأديان الرئيسية                                | 99% الإسلام 0,5% اليهودية 0,5% آخرين | 97% الإسلام 2,7% المسيحية 0,3% آخرين |
| الدستور الحالي                                  | 26 جانفي 2014                        | لا يوجد                              |
| المساحة                                         | 163,610 كـم2 (63,170 ميل2)           | 1,759,541 كـم2 (679,363 ميل2)        |
| منطقة اقتصادية خالصة                            | 101,857 كـم2 (39,327 ميل2)           | 351,589 كـم2 (135,749 ميل2)          |
| المناطق الزمنية                                 | 1                                    | 1                                    |
| عدد السكان                                      | 11,708,370                           | 6,959,000                            |
| كثافة سكانية                                    | 71.65/km2                            | 3.74/km2                             |
| الناتج المحلي الإجمالي                          | $44.192 مليار                        | $21.805 مليار                        |
| الناتج المحلي الإجمالي للفرد                    | $3,713                               | $3,282                               |
| الناتج المحلي الإجمالي حسب القوة الشرائية       | $159.707 مليار                       | $31.531 مليار                        |
| الناتج المحلي الإجمالي حسب القوة الشرائية للفرد | $13,417                              | $4,746                               |
| مؤشر التنمية البشرية                            | 0.740                                | 0.724                                |

## تاريخ
منذ أن إنطلقت الإمبراطورية القرطاجية في التوسع داخل البحر الأبيض المتوسط، سيطرت تونس على إقليم طرابلس أو «تريبوليتانيا» (شمال غرب ليبيا الحديثة) لعدة قرون في ظل سلالات وممالك مختلفة. عند الفتح الإسلامي للمغرب الكبير، ظل إقليم طرابلس طوال القرون التالية تحت حُكم ولاة تونس، إذ حكمه أغالبة القيروان وفاطميو المهدية ثم الزيريون فالحفصيون وأصبحت فيما بعد جزءًا من الإمبراطورية العثمانية حيث أنشأ الأخير منطقة طرابلس وجعلها إيالة عثمانية مستقلة عن حكم تونس المركزي. رغم ذلك وخلال سنوات حكم العثمانيين داخل المنطقة، أظهرت تونس نفوذاً كبيراً على طرابلس حيث كانت تعيّن حكامها الذين كانوا موالين للحسينيين في تونس، بل وأطلقت حروبا لاعادة تنصيب الحكام الموالين لها في تحدى للامبراطورية العثمانية وطردت الحكام الغير مرغوب فيهم ومن أشهر تلك الحروب حرب 1794 في ظل حمودة باشا والتي هدفت إلى إعادة يوسف القره مانلي كباشا طرابلس.
تواصلت العلاقات الوطيدة بين طرابلس الغرب وتونس على مدى قرون إلى حين دخول الاستعمار الفرنسي والإيطالي المنطقة.
على إثر استقلال البلدين، يلاحظ عدم استقرار العلاقات بين ليبيا وتونس إلا عند تولي الرئيس زين العابدين بن علي منصب الرئاسة في عام 1987، بينما تأرجحت العلاقات بين البلدين في عهد بورقيبة بين استنفار عسكري على الحدود وطرد العمالة التونسية من ليـبيا إلى إعلان وحدة لم تدم أكثر من 48 ساعة بين البلدين.

## الجمهورية العربية الإسلامية
عقد الرئيس الليبي معمر القذافي وحدة مع الرئيس التونسي حبيب بورقيبة والتي أعلنت بجزيرة جربة التونسية في يناير 1974، واستمرت لمدة 48 ساعة، قبل صدور قرار تونسي بإرجائها إلى حين إجراء استفتاء في البلدين، وامام عدم ورود نص في الدستور التونسي حول إجراء استفتاء تم تأجيل المشروع بداية قبل أن يلغى بعد رفضه من قبل عدد من السياسيين التونسيين على رأسهم الوزير الأول التونسي الهادي نويرة، وعدول بورقيبة عنه.
على إثر فشل الوحدة بين الزعيمين، ثار غضب القذافي، وخطط لإحتلال مدينة قفصة عبر مسلحين تسللو من الجزائر بضوء أخضر من المخابرات الجزائرية قصد الإنتقام من بورقيبة والهروب من مشاكله الداخلية. إلا ان المحاولة قد منيت بالفشل. حيث ادت تلك الحادثة التي سببها القذافي إلى تخلي تونس عن شعارها آنذاك «التنمية قبل السلاح» وانطلقت في مفاوضات مع الولايات المتحدة الأمريكية لإقتناء مروحيات وعربات مصفحة، قبل ان يعيد الرئيس القادم زين العابدين بن علي التخلي عن تسليح الجيش الوطني التونسي.

## الحدود
يشترك البلدان في حدود طولها 460 كلم ذو طابع صحراوي جاف. نظرا للأوضاع الأمنية المتوترة في ليبيا وعلى إثر إعتداء بن قردان سنة 2016 نفذها مسلحون تلقوا تدريبهم في ليبيا وتسللو برا نحو تونس، باشرت وزارة الدفاع التونسية بإرساء حاجز دفاعي يبعد عن رسم الحدود 5 كلم على حد أقصى ويتكون من نظام متعدد العوائق حيث تم حفر خنادق مملوءة بالمياه على طول 200 كلم من معبر رأس الجدير إلى معبر الذهيبة-وازن إضافة إلى العوائق الرملية والاسلاك الشائكة وأبراج مراقبة. كما تم بالتعاون مع ألمانيا والولايات المتحدة الأمريكية تركيز نظام الكتروني لمراقبة الحدود يتألف في جزئه الأول بين المعبرين من رادارات مراقبة متطورة والجزء الصحراوي الثاني الممتد من معبر الذهيبة إلى برج الخضراء وغدامس فيتم تأمينه عبر الفيلق التراي الصحراوي الأول التونسي المتخصص في الطبيعة الرملية يدعمه الاستطلاع الجوي لجيش الطيران.